# Otto Gäbler
Karl Otto Gäbler (* 23. Dezember 1868 in Dresden; † 22. Februar 1949 in Dresden-Weißer Hirsch) war ein deutscher Verwaltungsjurist und Präsident des Sächsischen Oberverwaltungsgerichts.

## Leben
Gäbler war der Sohn eines Schuldirektors. Er studierte Rechtswissenschaften an den Universitäten Berlin und Leipzig. Nach dem juristischen Vorbereitungsdienst wurde er Hilfsrichter am Amtsgericht Bautzen. Von 1897 bis 1914 war er in der sächsischen Steuerverwaltung tätig. Am 1. Juni 1914 wurde er zum Oberverwaltungsgerichtsrat am Sächsischen Oberverwaltungsgericht ernannt. Im Jahr 1929 wurde er dort Senatspräsident. Am 1. September 1932 erfolgte die Ernennung zum Präsidenten des Sächsischen Oberverwaltungsgerichts. Seine Amtszeit endete bereits wenige Monate vor dem Erreichen der Pensionsaltersgrenze am 31. Oktober 1933.